# The Strongest Sage With the Weakest Crest
The Strongest Sage With the Weakest Crest (яп. 失格紋の最強賢者 〜世界最強の賢者が更に強くなるために転生しました〜 Сиккакумон но сайкё: кэндзя ~Сэкай сайкё: но кэндзя нга сара ни цуёку нару тамэ ни тэнсэйсимасита~, «Сильнейший мудрец со слабейшей меткой»), также известная как Shikkakumon no Saikyō Kenja (яп. 失格紋の最強賢者) или просто Shikkakumon (яп. 失格紋) — серия ранобэ, написанных Shinkoshoto и проиллюстрированных Хукой Кадзабаной. История изначально с декабря 2016 года выходила на сайте пользовательских публикаций Shōsetsuka ni Narō. Позже она была приобетена для печати издательством SB Creative, выпустившим с мая 2017 года 13 томов под импринтом GA Novel. История была адаптирована в виде манги художником LIVER JAM&POPO и в таком виде публикуется с июня 2017 года в онлайн-сервисе Manga Up! издательства Square Enix. Также студия J.C.Staff сняла аниме-адаптацию, чья премьера состоялась в январе 2022 года.
С сентября 2020 года выходит спин-офф ранобэ Senmetsu Madō no Saikyō Kenja: Musai no Kenja, Madō wo Kiwame Saikyō e Itaru (яп. 殲滅魔導の最強賢者
無才の賢者、魔導を極め最強へ至る, "The Strongest Sage of Annihilation Magic: The Unskilled Sage, Mastering Magic and Becoming the Strongest"). У него есть своя манга-адаптация, создаваемая Юэ Лин и Ponjea и также выходящая в Manga Up!.

## Сюжет
Каждый ребёнок в этом мире с рождения получает на ладони одну из четырёх меток, предопределяющих его талант к магии. Гайус родился с «первой меткой», которая меньше всего подходит для боевой магии, а взамен дает преимущество в мирной магии сотворения. Всю жизнь он старался преодолеть ограничение свой метки, настолько что его стали считать сильнейшим из магов, но однажды он осознал, что достиг своего предела и со своей меткой не сможет больше ничего добиться. Согласно его расчётам единственным способом стать сильнее стал ритуал реинкарнации, который бы позволили родиться в будущем со всеми прежними воспоминаниями, но новой меткой.
Тысячи лет спустя в мире родился Матиас Хилдешаймер, в шесть лет вспомнивший свою прошлую жизнь. На его руке была «четвертая метка», лучше всего подходящая для ближнего боя. Но окружающий его мир, кажется, утратил большую часть своих знаний и магической технологии, даже многие базовые заклинания были забыты. В новом мире именно первая метка считается самой сильной, а четвёртая — обозначающей практически полную неспособность к магии. В 12 лет Маттиас поступает во вторую королевскую академию благодаря своим навыкам владения мечом и магией. Из неё он начинает менять взгляд этого нового мира на магию, восстанавливая ее истинную силу, а также собирая себе товарищей, которые бы в новой жизни смогли сражаться вместе с ним. Постепенно он также узнаёт, что случилось с этим миром и почему и из-за кого человечество растеряло свои знания.

## Персонажи
- Маттиас Хилдешаймер (яп. マティアス＝ヒルデスハイマー Матиасу Хирудэсухайма:), в прошлой жизни мудрец Гайус — главный герой произведения, реинкарнировавший самого себя, чтобы сменить метку. Его основная цель в жизни — стать сильнее настолько, чтобы сразиться с чудовищами из открытого космоса. Хотя он старается руководствоваться здравым смыслом в своих действиях, окружающим многие его решения кажутся далёкими от здравых[2]. Например, при виде опасных монстров его первой реакцией будет расчёт ценности материалов и очков опыта, а не вопрос сохранения собственной жизни.

Сэйю: Нина Тамаки
- Лури Абендрот (яп. ルリイ＝アーベントロート Рурии А:бэнторо:то) — одноклассница Маттиаса, имеющая «первую метку». Мечтает овладеть навыками зачарования и в будущем стать ремесленником. Сильно помешана на этой цели[3]. Как имевший эту метку в прошлом, Маттиас взял на себя её обучение. Умелая мечница. Влюблена в Маттиаса.

Сэйю: Саюми Судзусиро
- Альма Лепуциус (яп. アルマ＝レプシウス Арума Рэпусиусу) — одноклассница Маттиаса, прекрасно владеющая луком. Имеет "третью метку".

Сэйю: Харука Сираиси
- Ирис (яп. イリス Ирису) — чёрная драконица, что в своё время не захотела сражаться насмерть с Гайусом, и одна из сильнейших всё ещё живых. С момента его исчезновения жила одиноко на горе, существенно ослабнув из-за взрыва, погубившего всю человеческую цивилизацию, пока её не нашёл Маттиас, которому нужен был быстрый транспорт в новом мире. Приняла человеческую форму и с тех пор сопровождает Маттиаса в его приключениях, ожидая, когда он обучит Лури достаточно, чтобы та смогла полностью излечить повреждения, нанесённые Ирис тем взрывом. Постепенно востанавливает крылья и с каждым превращением в дракона увеличивает время перебывания в настоящем обличии. В человеческом облике сохраняет большую часть физической силы дракона, в бою в облике человека использует копье. В облике дракона прекрасно умеет плавать.

Сэйю: Сиори Идзава

## Медиа

### Ранобэ
Ранобэ было написано Shinkoshoto и начало выходить на сайте любительских публикаций Shōsetsuka ni Narō в декабре 2016 года. В мае 2017 года права на издания были приобретены SB Creative, выпустившим произведение с иллюстрациями Хуки Кадзабаны под импринтом GA Novel.
| Список томов | Список томов          | Список томов           |
| №            | Дата публикации       | ISBN                   |
| ------------ | --------------------- | ---------------------- |
| 1            | 14 мая 2017 года      | ISBN 978-4-79-739236-4 |
| 2            | 11 августа 2017 года  | ISBN 978-4-79-739328-6 |
| 3            | 15 декабря 2017 года  | ISBN 978-4-79-739438-2 |
| 4            | 15 марта 2018 года    | ISBN 978-4-79-739588-4 |
| 5            | 15 июня 2018 года     | ISBN 978-4-79-739696-6 |
| 6            | 15 сентября 2018 года | ISBN 978-4-79-739816-8 |
| 7            | 15 декабря 2018 года  | ISBN 978-4-79-739990-5 |
| 8            | 15 марта 2019 года    | ISBN 978-4-79-739991-2 |
| 9            | 15 июня 2019 года     | ISBN 978-4-81-560128-7 |
| 10           | 14 сентября 2019 года | ISBN 978-4-81-560130-0 |
| 11           | 12 января 2020 года   | ISBN 978-4-81-560508-7 |
| 12           | 15 мая 2020 года      | ISBN 978-4-81-560652-7 |
| 13           | 13 марта 2021 года    | ISBN 978-4-81-560970-2 |
| 14           | 15 января 2022 года   | ISBN 978-4-81-561136-1 |

### Манга
Манга-версия ранобэ была создана LIVER JAM&POPO и начала выходить в сервисе Manga Up! издательства Square Enix с 27 июня 2017 года.
| Список томов | Список томов          | Список томов           |
| №            | Дата публикации       | ISBN                   |
| ------------ | --------------------- | ---------------------- |
| 1            | 13 декабря 2017 года  | ISBN 978-4-75-755545-7 |
| 2            | 13 марта 2018 года    | ISBN 978-4-75-755662-1 |
| 3            | 13 июня 2018 года     | ISBN 978-4-75-755741-3 |
| 4            | 13 сентября 2018 года | ISBN 978-4-75-755840-3 |
| 5            | 13 декабря 2018 года  | ISBN 978-4-75-755939-4 |
| 6            | 13 марта 2019 года    | ISBN 978-4-75-756039-0 |
| 7            | 12 июня 2019 года     | ISBN 978-4-75-756157-1 |
| 8            | 12 сентября 2019 года | ISBN 978-4-75-756294-3 |
| 9            | 12 декабря 2019 года  | ISBN 978-4-75-756421-3 |
| 10           | 12 марта 2020 года    | ISBN 978-4-75-756558-6 |
| 11           | 12 июня 2020 года     | ISBN 978-4-75-756687-3 |
| 12           | 12 сентября 2020 года | ISBN 978-4-75-756841-9 |
| 13           | 11 декабря 2020 года  | ISBN 978-4-75-756996-6 |
| 14           | 12 марта 2021 года    | ISBN 978-4-75-757146-4 |
| 15           | 11 июня 2021 года     | ISBN 978-4-75-757312-3 |
| 16           | 10 сентября 2021 года | ISBN 978-4-75-757481-6 |
| 17           | 10 декабря 2021 года  | ISBN 978-4-75-757634-6 |

### Аниме
В ходе трансляции события «GA Fes 2021» было анонсировано, что серия получит адаптацию в виде аниме-сериала, продюсером которого выступит NBCUniversal Entertainment Japan, а снимет его студия J.C.Staff. Режиссёром сериала стал Нориаки Акитая, сценаристом — Хироки Утида. Премьера аниме состоялась 8 января 2022 года на Tokyo MX, BS11, SUN и AT-X. Вступительную композицию «Leap of faith» исполняет fripSide, тогда как завершающую «Day of Bright Sunshine» — Юки Накасима.
В некоторых странах мира аниме лицензировано для показа Crunchyroll. В Южной и Юго-Восточной Азии, Океании (без Австралии и Новой Зеландии) аниме лицензировано компанией Medialink.
13 января 2022 года Crunchyroll сообщил, что сериал будет дублирован на английский язык.

### Мобильная игра
В декабре 2021 года была анонсирована мобильная игра Shikkaku Mon no Saikyō Kenja: The Ultimate Reincarnation. Её выход планируется на iOS и Android в 2022 году.

## Критика
Главный герой истории сам перерождается в своём же собственном мире, из-за чего критики разошлись во мнениях, стоит ли относить её к исэкаю — формально он не переносится в другой мир, но всё же перерождается, а сама история имеет много общего с произведениями жанра: как и в них, в The Strongest Sage With the Weakest Crest герой где-то в детстве вспоминает прошлую жизнь, а потом начинает использовать свои воспоминания, чтобы превзойти всех окружающих. Такой жанр может быть забавным сам по себе, но схожих произведений очень много. В The Strongest Sage With the Weakest Crest сюжет в основном посвящен тому, насколько крут главный герой и редко отходит от этого. Одной из проблем произведения является то, что не ощущается никакого риска для героев и окружающих, какая бы проблема не возникла, а всегда знаешь, что герою все по плечу. В некоторой степени произведение выделяет тайна о том, что произошло в мире между прошлой и нынешней жизнями героя, что привело к потере технологий и изменению оценки меток, но она очень часто отсупает на второй план, давая возможность герою лишний раз напомнить о своем могуществе.
Романтическая линия также выполнена в соответствии с клише жанра — герой выручает двух девушек и более скромная из них и нравящаяся ему сразу же влюбляется в него. Лури явно выступает главным романтическим интересом, из-за чего временами она хуже проработана и часто намного слаще, чем стоит.
Повествование в первом томе манги может идти рывками из-за перескакивания с одного возраста героя на другой. Второй том намного ровнее, так как у героя в нем появляется цель, к которой он стремится. Рисунок манги подхватывает там, где проседает сюжет, например, в кадрах, когда девушки тренируются в подземелье, пока герой отсиживается в стороне и наблюдает за ними, что создает более полноценно сбалансированное повествование. Рисунок в целом выполнен интересно и хорош вниманием к деталям, добавляющим юмора.
В превью аниме-экранизации произведения большинство критиков сошлись, что история слишком спешит, из-за чего страдают построение мира и раскрытие персонажей. В целом же первая серия аниме оставила ощущения типичной истории, неплохой, но и ничем не выделяющейся.
В целом произведение не увлечёт новых фанатов, которым ранее не был интересен этот жанр. Это довольно стандартная история о переродившемся герое, которого окружающие считают неудачником из-за какой-то внешней формальной причины, но который раскидывает противников движением мизинца.